# Burg Wolbeck
Die abgegangene Burg Wolbeck war eine Landesburg des Hochstifts Münster und Residenz der Fürstbischöfe in Wolbeck (heute Stadt Münster).

## Geschichte
Bischof Ludolf von Holte hatte zwar die Macht des münsterländischen Ministerialengeschlechts der Meinhövel gebrochen, gleichwohl hatte er weiterhin mit dem aufsässigen Stiftsadel zu rechnen. Außerdem begann sich in der Stadt Münster in verstärkten Maß ein bürgerliches Selbstbewusstsein zu zeigen. Er beschloss daher eine Burg als militärischen Stützpunkt und als Residenz außerhalb der Stadt Münster anzulegen.
Als Bauplatz wurde eine Stelle am Zusammenfluss der Angel und des Piepenbaches in etwa acht Kilometer Entfernung von der Stadt Münster ausgewählt. Strategisch war die Stelle auch deshalb von Bedeutung, weil sie die Straße von Friesland über Münster zur Lippe bei der kölnischen Burg Hovestadt sowie die Straße von Hamm nach Osnabrück über Telgte kontrollierte. Ob an dieser Stelle zuvor eine Burg der Meinhövel bestanden hatte, ist unwahrscheinlich. Es wird mittlerweile davon ausgegangen, dass die Burg Meinhövel bei Nordkirchen lokalisiert worden ist.
Burg Wolbeck bestand im Kern aus einem achteckigen Bergfried. Dieser war von Gräften und Wällen umgeben. Der Turm verfügte über mehrere Stockwerke. Die Wohnung des Fürstbischofs befand sich in dem Stock über dem Erdgeschoss. Auf dieser Ebene war die Raumhöhe deutlich größer als in den übrigen Stockwerken.
Fürstbischof Florenz von Wevelinghoven modernisierte die Anlage und ließ einen zweiflügeligen Bau als Residenz errichten. Der alte Turm blieb bestehen, war aber mit der neuen Residenz nicht direkt verbunden. Nach Angaben des späteren Baumeisters Johann Krafft aus dem Jahr 1650 war die Anlage etwa 45 m breit und 50 m lang. Sie war völlig mit Gräften umgeben.
Insbesondere bot die Burg einerseits den Vorteil der Nähe zur Stadt Münster, andererseits schützte sie gelegentlich die Bischöfe vor Angriffen der Bürgerschaft. Seit der Mitte des 13. Jahrhunderts hatte die Burg eine größere Bedeutung als Sitz des Landesherren als die Hauptstadt. Regelmäßig erfolgte der Einzug der Bischöfe in die Stadt von der Burg Wolbeck aus. Von der Burg koordinierte Franz von Waldeck den Angriff der verbündeten Truppen auf das Täuferreich von Münster.
Gleichzeitig war die Burg Mittelpunkt des großen Amtes Wolbeck. Dieses umfasste einen großen Teil des zentralen Münsterlandes. In diesem Bereich lagen auch die Schwerpunkte der bischöflichen Besitzungen im engeren Sinn. Seit 1243 ist dort ein landesherrlicher Amtmann nachweisbar. Unter der Bezeichnung Drost wurde das Amt seit dem 16. Jahrhundert erblicher Besitz derer von Merveldt. Dietrich von Merveldt, der maßgeblich an der Niederschlagung der Wiedertäuferherrschaft beteiligt war, ließ ein Burgmannshaus am Steintor im Stil der Weserrenaissance errichten. Der Drostenhof wird heute teilweise fälschlich als die Burg Wolbeck bezeichnet.
Die Burg selbst verlor nach der Herrschaft von Franz von Waldeck an Bedeutung. Bischof Christoph Bernhard von Galen plante zwar noch dem Umbau zu einem Schloss, diese Ideen wurden aber nicht ausgeführt. Die Fürstbischöfe nutzten die Burg ausgiebig auch als Jagdrevier. Clemens August von Bayern ließ dort einen Tiergarten anlegen. In der Nähe hatte schon Franz Arnold von Wolff-Metternich zur Gracht ein kleines Jagdschloss errichten lassen.
Während des Siebenjährigen Krieges wurde die Anlage durch französische Artillerie stark beschädigt und die Überreste wurden 1767 abgerissen. Die Steine wurden teilweise für den Bau der neuen fürstbischöflichen Residenz in Münster genutzt. Nur die Reste des alten Bergfriedes blieben noch bis 1810 erhalten. Von der eigentlichen Burg in Wolbeck ist kaum etwas erhalten. Nur durch einige Bodenerhebungen ist die Stelle der Burg noch sichtbar.